# 스티브 포레스트 (배우)

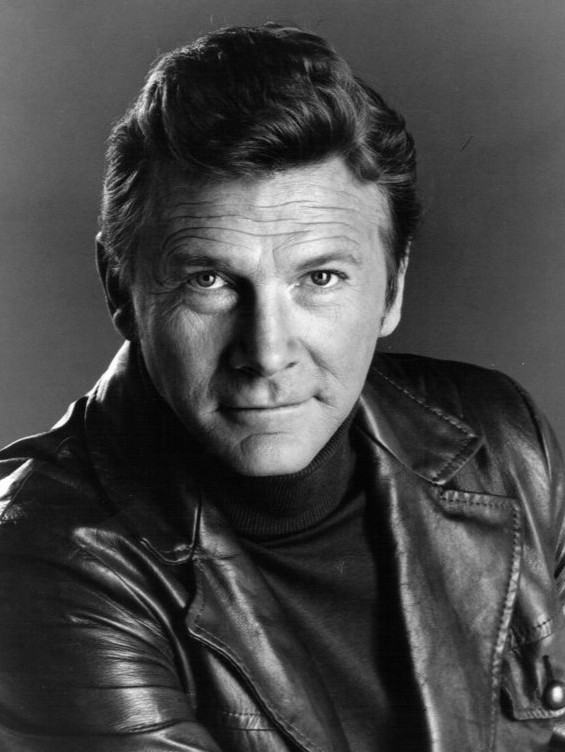

스티브 포러스트(Steve Forrest, 본명: 윌리엄 포러스트 앤드루스, William Forrest Andrews, 1925년 9월 29일 ~ 2013년 5월 18일)는 미국의 배우이다. ABC에서 1975년부터 1976년까지 방영한 TV 시리즈 《S.W.A.T.》의 혼도 해럴슨 경위 역으로 유명하다. 1981년 영화 《존경하는 어머니》로도 알려져 있다.

## 참여 작품
- 배드 앤 뷰티
- 챔프 (1953년 영화)
- 밴드 웨곤
- 플레이밍 스타
- 지상 최대의 작전 (영화)
- 환상특급
- 보난자 (드라마)
- 미션 임파서블
- 제6지대
- 스트리트즈 오브 샌프란시스코
- 6백만 달러의 사나이
- S.W.A.T. (1975년 드라마)
- 존경하는 어머니
- 스파이 대소동
- 댈러스 (1978년 드라마)
- 스토리빌 (영화)
- 저널 오브 머더
- S.W.A.T. 특수기동대